# Sclavia în Roma Antică
În Roma Antică, sclavia a jucat un rol foarte important atât în viața socială, cât și în cea economică.
Din punct de vedere juridic, cu toate că văzuți într-o mare măsură ca bunuri ale proprietarilor lor, sclavii erau de asemenea văzuți ca subiecte de drept, mai special ale dreptului natural.